# 周志先
周志先（1921年11月—2023年1月28日），原名周怀忠，山西石楼人，中国人民解放军正军职离休干部、原海军北海舰队副政委。

## 生平
周志先1936年4月入伍，1936年10月加入中国共产党。历任战士、干事、指导员、股长、教导员，团政治处主任、政委等职。1952年，周志先参加抗美援朝，任46军138师政治部主任、副政委。1955年9月被授予大校军衔。10月，周志先奉命前往浙江宁波，参与组建海军航空兵第二师，并担任师政治委员。1956年，进入解放军政治学院速成系学习。1958年，仍在学习的周志先接到命令，前往海南组建海军南海舰队航空兵，并担任政治委员。后历任南海舰队副政委，海军东海舰队副政委、海军北海舰队副政委。1984年离休。
2023年1月28日，周志先因病于青岛逝世，享年102岁。讣告刊登在4月23日的《解放军报》。